# Rilhac-Treignac
Rilhac-Treignac település Franciaországban, Corrèze megyében. Lakosainak száma 116 fő (2022. január 1.). Rilhac-Treignac Lamongerie, Meilhards, Peyrissac és Soudaine-Lavinadière községekkel határos.

## Népesség
A település népessége az elmúlt években az alábbi módon változott:
| Lakosok száma | 216  | 148  | 131  | 115  | 114  | 109  | 110  | 113  | 114  | 116  |
|               | 1968 | 1982 | 1990 | 2006 | 2013 | 2015 | 2017 | 2019 | 2020 | 2022 |